# Musée des médias Rupriikki
Le Musée des médias Rupriikki (finnois : Mediamuseo Rupriikki) est un musée d’histoire consacré à la communication de masse. 
Il est installé dans le Centre Vapriikki des Musées dans le quartier de Tampella à Tampere, en Finlande.

## Histoire
Le musée est créé en 2001, par la collaboration de la ville de Tampere, l’université de Tampere, l’entreprise de télécommunications Elisa et le journal Aamulehti, et ouvre au public en 2003.

## Expositions
Le musée propose des expositions sur le journalisme et l’histoire d'Internet, et ses collections incluent des téléphones mobiles, récepteurs radio, téléphones, ordinateurs et des pièces sur la presse écrite.
Le musée a une exposition permanente sur l’histoire de la communication de masse. Elle est divisée en sections thématiques. La section informatique explore trois utilisations distinctes de l’informatique (travail, vie quotidienne et jeu) et a été réalisée en collaboration avec le département de recherche sur les hypermédias de l’université de Tampere.